# 日本のプロレス
日本のプロレス（にほんのプロレス、Nihon no Puroresu）についての項目である。「プロレス」はローマ字表記Puroresu（P'ŭro-resŭ）として、日本国外で日本のプロレスリングを指す呼称と化している。
この用語は、英称の"professional wrestling"（プロフェッショナル・レスリング<purofesshonaru resuringu>）の日本での呼称に由来し、日本語では「puro」(プロ - “pro”) と「resu」(wrest、レス - 「wrestling」の略）と略される。この用語は、田辺久治のユーズネットコミュニティでの活動により日本のプロレスが人気を博し、英語圏のファンの間で定着した。
アメリカンスタイルと化したキャッチレスリングを起源とする現代プロレスは、競技レスリングと比べて独自の存在となっていくが、日本のプロレスは、スポーツとしての心理学やプレゼンテーション性、そして日本文化に基づいた解釈で独特の様相を呈する。芝居がかった演出などは少なく正当な競技として扱われて、日本の試合で語られる物語/ドラマ性もファイターの精神と忍耐力に関するものが主となる。
日本のプロレスはシュート・レスリングの発展につながり、UFC（アルティメット・ファイティング・チャンピオンシップ）よりも古い歴史を持つ修斗やパンクラスに始まり、総合格闘技（MMA）とも密接な関係を築いてきた。また、リングスやPRIDEといった後発の団体にも影響を与えていることで、日本ではプロレスと総合格闘技を両立したりプロレスラーと総合格闘家がクロスオーバーすることは珍しくない。これについてはen:Comparison_of_professional_wrestling_and_mixed_martial_artsも参照。

## 概要
アメリカで人気のプロレススタイルといくつかの類似点があるものの、日本のプロレスは西洋のスタイルとは多くの点で異なっていることで知られている。日本のプロレスの"fighting spirit"は闘魂（tōkon）などとして知られ、レスラーはフルコンタクトの打撃活用が知られている。そのため、試合ではリングサイドに医師やトレーナーがいて、レスラーのサポートをしている他、多くの日本のレスラーは、様々な格闘技やレスリングのスタイルについてある程度の知識を備えている。
ほとんどの試合はクリーンなフィニッシュで収まり、多くの団体ではアングルやギミックなどは、他国のそれと比較して多くは使用されていない。ほかに日本のプロレスは、他の総合格闘技団体との関係でも知られている。そしてプロレスは依然として人気があり、主要な団体は多くの観客を集客している。このことと他の格闘技との関係から、観客とレスラーはプロレスを格闘技として扱っているのが伺える。
なお日本では「プロレス」という言葉は、出身国等を問わずプロレスリング全般を指すことにも留意すべきである。例えば、アメリカの団体であるWWEやROH(Ring of Honor) のそれも、ヨーロッパ他で採用されるラウンド制のも、メキシコのルチャリブレのスタイルのレスリングも、日本ではすべて「プロレス」と呼ばれている。日本のレスリング史研究家であるフミ斎藤（斎藤文彦）は、「プロレスは完全に和製英語で、アメリカではプロレスリングとアマチュアレスリングの両方に同じ言葉（レスリング）が使われています。アメリカのレスリングは、日本語の『相撲』と同じニュアンスだと考えれば分かりやすいかもしれません。競技レスリングでもプロレスでも、どちらも『レスリング』と呼びます。」と解説している。プロの相撲（大相撲）には、ちょんまげの有無や競技に関わる伝統や儀式など、純粋な競技とは異なる要素が多いが、アマチュア相撲もプロの相撲も、競技の性質や勝ち負けの取り決めなど、競技のルールは同じであるため、同じ意味で「相撲」と見なされる。

## ルール
プロレスには様々なルールがあるが、日本のそれは他の国のレスリングとは大きく異なる場合がある。国内のプロレス全体を統括する団体は存在しないが、一般的な標準ルールは確立されている。各団体には独自のバリエーションがあるが、混乱を招かない程度に共通している。ここで説明する慣習はあくまでも標準的なものであり、特定の団体の成文化されたルールと完全に一致する場合もあれば、必ずしも一致しない場合もある。

### 一般的な決着方式
試合は四角いリングを2つ以上のサイド（「コーナー」）間に区分して行われる。各コーナーは1人のレスラー、または2人以上のチームで構成。タッグチームといったチーム戦もほとんどは現行のルール（下記参照）に従う。
試合は「フォール」を獲得することで勝利するが、これは標準的なプロレスとほぼ同じ。
- 審判が3カウントを数える間、相手の肩をマットに押し付ける
- サブミッションでの勝利。これはレスラーがタップアウトするか、相手に言葉でギブアップするかのいずれか
- ノックアウト、審判の指示で平静を取り戻せないものと、10カウントでのものがある

フォール以外の試合勝敗決定は、下記事項がある。
- 場外カウントアウト。これは、場外に出ていて審判の指示でリングに戻らなかった場合の、10ないし20カウントで判定される（一般には10カウントであるが、団体によっては20カウントもある）
- 反則、レスラーがルールを破る行為
- 審判員が参加者がレスリングを続けるのに不適切であると判断した場合（事前に計画されていた場合、または正当な負傷により）[6]

試合の結果については、団体によって独自のルールが定められている。その一例がUWF（ユニバーサルレスリング連盟）のルールで、同連盟は一部ピンフォールではなく、サブミッションやノックアウトによる勝利のみにしていた。これは総合格闘技の影響が色濃く現れたもので、一部のレスラーは伝統的なレスリングの試合の結末から逸脱し、正当な結果を求めるようになっていった。また、ほとんどの団体ではパンチとくに顔面への拳の攻撃は原則禁止されているため、多くのレスラーは張り手や掌底といった素手による打撃や前腕固めといった技を駆使していたり、パンクラスの初期にはスリーパーホールド等で禁止されているチョーク攻撃の使用や一部のサブミッションの禁止など、こうした独自ルールが適用されている。

## スタイル

### ストロングスタイル
アントニオ猪木が率いた新日本プロレスは、猪木流の「ストロングスタイル」を掲げ、格闘技としてのレスリングを提唱した。これは、ルー・テーズ、カール・ゴッチ、ビル・ロビンソンといったキャッチレスラーのスタイルに強く影響を受けている。レスラーたちは格闘技の蹴り技や打撃技を取り入れ、サブミッションレスリングにも重点を置いた。後に猪木は、様々な格闘技の使い手と対戦する「異種格闘技戦知られるようになる。この戦いは、1976年にはモハメド・アリとの本格的な試合へと発展し、この試合は世界中で推定14億人が視聴した。
新日本プロレス出身のレスラーの多く、坂口征二、藤波辰爾、長州力、前田日明、佐山聡、藤原喜明、高田延彦、武藤敬司、蝶野正洋、橋本真也、船木誠勝、鈴木みのる、中邑真輔といったトップスターを含め、入門者は何らかの正統な競技スポーツの出身である。このスタイルはシュートレスリングの発展と、そこから派生したユニバーサル・レスリング・フェデレーション（UWF）系統の誕生につながった。佐山は1985年、総合格闘技（MMA）の草分け的団体である修斗を創設した。同年、佐山の仲間であるシーザー武志はシュートボクシングを設立。船木、鈴木らはパンクラスを設立し、 UFC 1の約2か月前に初イベントを開催した。前田は1991年にシュート形式の興行としてリングスを設立し、1995年に正式な総合格闘技競技に移行し始めた。高田はPRIDEとRIZINの共同設立者でもある。

### 王道 ("King's Road")
王道（Ōdō、"King's Road" もしくは "Royal Road"） は、ジャイアント馬場が率いた全日本プロレス（AJPW）を発祥とするスタイルで、1990年代のAJPWレスラーである三沢光晴、川田利明、小橋建太、田上明をファンが非公式に呼んだ四天王（Four PillarsShitennō）と密接に関連している。こうして、この4人が参加する試合は、日本では四天王プロレス（Shitennō puroresu ）と呼ばれる。ストロングスタイルのヨーロッパのキャッチ・レスリングの影響とは対照的に、王道スタイルはより「物語性」のあるスタイルを選択、身体的なストーリーテリングとしてのアメリカのプロレスモデルに由来しているが、王道スタイルはアメリカのプロレスとの違いとして、物語を伝える手段の多くを省いていた点が挙げられる。王道スタイルにおける物語はすべて試合そのものを通して語られるため、アングルや仕掛けは事実上存在しえなかったし、また、ブレーディング (Blading (professional wrestling)) も全面的に不必要にされたのである。
なお、馬場はサブミッションを嫌っていたため、決定的なピンフォールでもサブミッションでのそれはなるだけ避けられていた。2011年、日本のプロレス雑誌『G Spirits』（Gスピリッツ）は、1993年7月29日の三冠ヘビー級王座防衛戦での試合を四天王スタイルの最初の試合としており、また、1993年の世界最強タッグ決定リーグ戦決勝で三沢と小橋が川田と田上と対戦した試合を、2014年に東京スポーツによって、このスタイルの「完成形」と評された。 川田によると、闘志を重視した王道の試合は「最後に自分が設定した限界を破ること」だったという。AJPWレフェリー和田京平によると馬場が自分の才能について「やりたいことは何でもやれ。そして、人々に見せられるものは何でも見せろ」と言ったことを語った彼は、後にこれらの試合を裁く仕事を「交響曲を指揮すること」に例えた。
しかし、やがて頭頸部を中心とした危険な技の使用がエスカレートし、特にこれを「王道」の試合として、こうしたフィニッシュ攻撃が顕著となっていった。このスタイルは、少なくともヘッドドロップの使用による身体的影響として、2009年のリング上の事故として語られる三沢の死の根本的な原因として、しばしば引用がなされている。しかし、やがて頭頸部を中心とした危険な技の使用がエスカレートし、特にこれを「王道」の試合として、こうしたフィニッシュ攻撃が顕著となっていった。このスタイルは、少なくともヘッドドロップの使用による身体的影響として、2009年のリング上の事故として語られる三沢の死の根本的な原因として、しばしば引用がなされている。プロレスジャーナリストで歴史家のデイブ・メルツァー (Dave Meltzer) は、三沢の死は蓄積的に、頭から着地するバックスープレックスといった技を「定期的にサイコティック・バンプを受けていた」こととの関連を指摘している。
全日本プロレスは、三沢がプロレスリング・ノアを結成するために大量の選手を脱退させた後、特に馬場元子が武藤敬司に株式を売却した際に王道スタイルから遠ざかることになったが、ノアはブッキングにおいて王道スタイル (ノアではRoyal Road with Ark と呼ばれた) を継続して実践した。この王道の要素はプロレスに悪影響を及ぼしていると批判されてもおり、1990年代の全日本プロレスは正に、危険な技に対する教訓として語られてきた。そしてメルツァーは2009年、三沢と全日本プロレスの仲間たちは、これらの技を自分たちのスタイルに取り入れる前からすでに「レスリング界で最高の試合をしていた」ため、ヘッドドロップまでは「必要不可欠なことではなかった」としている。

### その他
1990年代以降は、シュートスタイル、ルチャリブレ、独立系プロモーションのハードコア（デスマッチ等）といった3つの個別のスタイルが主な区分であったが、相互プロモーションが行われた結果、同じカードに3つのスタイルがすべて登場することも珍しくない。1990年代から日本のプロレス界において「インディー」という、新日本プロレスに代表される「メジャー」の逆の意味で独立系プロモーション、小規模のプロレス団体を指す言葉として定着。こうした団体はインディーの語源であるインディペンデント（independent）の本来の意味、「独立」「自立」「他に依存しない」という他社に影響されない独立独行性を旨としている。